# Aquilonia (gemeente)
Aquilonia is een gemeente in de Italiaanse provincie Avellino (regio Campanië) en telt 2008 inwoners (31-12-2004). De oppervlakte bedraagt 55,6 km², de bevolkingsdichtheid is 38 inwoners per km².

## Demografie
Aquilonia telt ongeveer 782 huishoudens. Het aantal inwoners daalde in de periode 1991-2001 met 16,0% volgens cijfers uit de tienjaarlijkse volkstellingen van ISTAT.
| Jaar | Inwoneraantal |
| ---- | ------------- |
| 1991 | 2469          |
| 2001 | 2074          |

## Geografie
De gemeente ligt op ongeveer 750 meter boven zeeniveau.
Aquilonia grenst aan de volgende gemeenten: Bisaccia, Calitri, Lacedonia, Melfi (PZ), Monteverde, Rionero in Vulture (PZ).